# 小林康秀
小林 康秀（こばやし やすひで、1972年10月16日 - ）は、中国放送（RCC）のアナウンサー。広島県広島市出身。

## 人物
小学2年生の時に広島東洋カープがリーグ優勝したことがアナウンサーを目指したきっかけで、小学校卒業時に埋めたタイムカプセルに「アナウンサーになることが夢」と書いた。中学、高校時代は体育会系の部活に打ち込む。専修大学では放送研究会に所属。ゼミのテーマは「日本の経営」。広島県立広島国泰寺高等学校、専修大学経営学部経営学科卒業後、1996年入社。スポーツアナウンサーとしてプロ野球やサッカー、陸上競技の実況中継、スポーツ番組をはじめ、広島ローカルの平日夕方ニュース番組『RCCニュース6』のキャスターを担当した。
中学、高校時代は卓球部に所属した。ラケットはシェイク。ドライヴの速攻派。

## 現在の担当番組

### テレビ
- イマナマ!（2020年1月6日 - ）ニュースキャスター
- 広島県議会中継 実況

## 過去の担当番組

### テレビ
- ひろしまスポーツ天国
- 元気・大好き・ひろしま県
- 木金ウォッチ!ひろしま
- ごじテレ。 （2004年 - 2005年） 月曜・火曜ニュース担当
- イブニング・ニュース広島
- スポーツ中継
- RCCニュース6（2009年3月30日 - 2019年12月27日）MC　月 - 金曜18:15-18:56 [3]
- 激突!与野党大決戦 選挙スタジアム2017（2017年10月22日） 広島ローカルパートMC
- 発掘!スクープ映像 広島はここから始まった〜よみがえる昭和の記憶〜（2017年12月27日） MC
- 瀬戸内2017 島へ 秋・冬編（2018年4月14日） ナレーション
- 緊急特別番組 追悼 衣笠祥雄さん（2018年4月24日） 司会
- 広島平和記念式典 〜被爆73年、消えない核の脅威〜（2018年8月6日）司会・式典実況
- 原爆ピアノ 〜ヒロシマ、あの日を知る音色〜（2018年8月6日） ナレーション
- ニュース6スペシャル 平成の広島 激動の30年すべて見せます!!（2018年12月26日）MC・ナレーション
- Nスタ×NEWS23選挙スペシャル 参院選2019開票速報（2019年7月21日）広島ローカルパートMC
- 広島平和記念式典 〜被爆74年 記憶を未来へ〜（2019年8月6日、ゲスト：久保田智子）司会・式典実況
- 参院再選挙開票速報（2021年4月25日）広島ローカル
- 岸田文雄氏 自民・新総裁に 〜広島の反応〜（2021年9月29日）MC
- 岸田文雄のコトバ 広島から首相に問う（2022年1月8日）インタビュワー
- 選挙の日2022 広島選挙区（2022年7月10日）MC
- 広島平和記念式典（2024年8月6日）司会・式典実況
- ヒロシマの記録ー＂地上の地獄＂は映像に遺されたー原爆記録フィルムが鳴らす警鐘（2024年8月6日）ナレーション
- 選挙の日2024広島（2024年10月27日）解説

### 配信
- 参院広島再選挙 県民は誰を？？ リアルタイム開票超速報！！（2021年4月25日-26日未明）司会

### ラジオ
- デイタイムトリップ
- サンデースタジアムGOGO
- とれたてファイル
- スポーツ中継
- 荻上チキ・Session-22（2016年5月27日）
- 中四国ライブネット（2023年9月10日）
- ヒロマツ　サタデー・ピットイン